# سیارک ۴۷۲۴
سیارک ۴۷۲۴ (به انگلیسی: 4724 Brocken، نامگذاری:1961BC) چهار هزار و هفتصد و بیست و چهارمین سیارک کشف شده‌است که در ۱۸ ژانویه ۱۹۶۱ کشف شد.
قدر مطلق سیارک برابر ۱۳٫۲۰ است.